# Habsana Jallow
Habsana S. Jallow (* um 1988) ist eine gambische Frauenrechtlerin und Politikerin.

## Leben
| Parlamentswahl | Stimmen | Stimmanteil |
| -------------- | ------- | ----------- |
| 2012           | 2.009   | 67,26 %     |
| 2017           | 750     | 24,68 %     |

Die Frauenrechtlerin Habsana Jallow trat bei der Wahl zum Parlament 2012 als Kandidatin der Alliance for Patriotic Reorientation and Construction (APRC) im Wahlkreis Nianija in der Janjanbureh Administrative Area an. Mit 67,26 % konnte sie den Wahlkreis für sich gewinnen. Zu diesem Zeitpunkt war sie die jüngste Abgeordnete in der gambischen Nationalversammlung. Im Juli 2015 wurde sie ernanntes Mitglied des Parlaments der Westafrikanische Wirtschaftsgemeinschaft (ECOWAS). Vor der Wahl zum Parlament 2017 hat sich Jallow im März 2017 der Partei People’s Democratic Organisation for Independence and Socialism angeschlossen und trat als Kandidatin zur Wahl an. Mit 24,68 % konnte sie den Wahlkreis nicht gewinnen und verlor ihn an Amadou Camara (NRP).

## Auszeichnungen und Ehrungen
2016 wurde sie zu den 100 Most Influential Young Africans, den 100 einflussreichsten jungen Afrikanern, gezählt.